# Mark Salona
Mark Salona ist ein US-amerikanischer Musiker, der im Süden Floridas lebt.

## Leben
Mark Salona ist ein professioneller Musiker, der seit über 25 Jahren Lieder und Stücke komponiert.
Als Jugendlicher begann er, autodidaktisch das Spielen von Instrumenten zu erlernen.
Am häufigsten spielt er Klavier und Gitarre, verwendet für Aufnahmen aber auch viele verschiedene Schlaginstrumente.
Salonas Studio befindet sich in Delray Beach. Er arbeitet nicht nur alleine, sondern entwickelt oft Projekte und macht dann mit anderen Musikern Aufnahmen.
In seiner Freizeit fotografiert Salona. Seine Bilder verwendet er unter anderem für seine Musikvideos, die er veröffentlicht.

## Musikstil
Salonas Musikrichtungen variieren von New Age bis zu moderner Klassik. Er benutzt Pop- und Rockelemente sowie R&B-Rhythmen. Er komponiert sehr häufig Balladen, und seine Musik wird oft als romantisch und entspannend beschrieben.

## Diskografie
| Jahr | Titel des Albums      |
| 2009 | Rambling Paths        |
| 2009 | Acoustic Piano        |
| 2009 | Anastasia             |
| 2008 | Nine Colored Clouds   |
| 2008 | Lover’s Dream         |
| 2008 | Never Win Blues       |
| 2008 | Romantic Guitar       |
| 2008 | Romantic Piano        |
| 2007 | Instruments of Flight |
| 2007 | Quiet Heart           |